# Jason Rowe
Pour les articles homonymes, voir Rowe.
Jason Rowe, né le 16 juin 1978 à Buffalo dans l'État de New York, est un joueur américain de basket-ball. Il joue au poste de meneur.

## Clubs
- 1996-2000 :  Université Loyola Maryland (NCAA)
- 2000-2001 : 
  -  APOEL Nicosie
  -  Elitzur Ashkelon (Ligat Winner)
- 2001-2002 : 
  -  Szczecin (PLK)
  -  ALM Évreux (Pro B)
- 2002-2003 :  BCM Gravelines (Pro A)
- 2003-2006 :  Hyères-Toulon Var Basket (Pro A)
- 2006-2007 :  Livourne (LegA)
- 2007-2008 : 
  -  PAOK Salonique (ESAKE)
  -  JDA Dijon (Pro A)
- 2007-2008 :  Kazan (Superligue)
- 2008-2011 :  Sassari (LegA Due)
- 2011-2012 : 
  -  Veroli (LegA Due)
  -  BC Odessa D1
- 2012-2013:  KAO Drama (ESAKE)[1]
- 2013-2014:  CB Valladolid (Liga ACB)
- 2014-2015 : 
  -  ASS Salé (D1)
  -  Union Basket Chartres Métropole  (NM1)

## Distinctions
- MVP étranger du championnat de France 2005-2006
- Meilleur marqueur du championnat de France 2005-2006
- MVP de la Liga ACB lors de la 7e journée[2].